# Lager 157
Lager 157 är en svensk butikskedja som säljer bas- och modeprodukter.

## Bakgrund
Lager 157 är ett klädföretag som grundades 1999 av entreprenören Stefan Palm. Huvudkontoret finns alltjämt i Gällstad utanför Ulricehamn där Stefan Palm fortsatt äger och leder verksamheten. Företaget bedriver utveckling och handel av främst konfektion med fokus på Denim, basplagg, träningskläder, gymnastikskor och utekläder till hela familjen. 2019 firade företaget 20-årsjubileum och nådde drygt 1 miljard i omsättning. Kedjan har närmare 50 butiker samt E-handel i Sverige, Finland och Norge. Siffrorna 157 kommer från länsväg 157 som går förbi där den första butiken i Gällstad ligger. Siffrorna 1, 5 och 7 återkommer även på flera sätt i företagets marknadsföring.